# Końskowola
Końskowola és un poble del sud-est de Polònia amb una població de 2.188 habitants entre Puławy i Lublin sobre el riu Kurówka. Està situat dins del municipi (en polonès gmina) de Końskowola i el districte (en polonès powiat) Puławski, que és una subdivisió administrativa del Voivodat de Lublin.
El 15 de setembre de 1939, Końskowola fou presa per les tropes alemanyes, sent ocupada fins al 25 de juliol de 1944. Els nazis hi van instal·lar un camp de presoners i un altre de treballs forçats. El primer es tancà ràpidament, però el segon continuà estant obert fins al 1943. També s'hi establí un gueto poblat principalment de jueus originaris d'Eslovàquia. L'octubre de 1942, la població del gueto (de 800 a 1.000 persones), amb dones i nenes inclosos, fou liquidada.
Entre les atraccions turístiques destaquen les esglésies del segle xvii. Hi ha enterrats els poetes Franciszek Dionizy Kniaźnin i Franciszek Zabłocki.